# آرماند شیفر
آرماند شیفر (انگلیسی: Armand Schaefer; ۵ اوت ۱۸۹۸ – ۲۶ سپتامبر ۱۹۶۷) یک تهیه‌کننده، کارگردان فیلم اهل کانادا بود.
وی کارگردان فیلم‌هایی همچون جنگل گمشده و قانون وحش بوده است.